# Fagopyrum homotropicum
Fagopyrum homotropicum är en slideväxtart som beskrevs av Ohnishi. Fagopyrum homotropicum ingår i släktet boveten, och familjen slideväxter. Inga underarter finns listade i Catalogue of Life.